# 荻野貴司
荻野 貴司（おぎの たかし、1985年10月21日 - ）は、奈良県高市郡明日香村出身のプロ野球選手（外野手）。右投右打。千葉ロッテマリーンズ所属。
日本プロ野球における史上最年長盗塁王記録（36歳・2021年）保持者である。

## 経歴

### プロ入り前
小学校4年生（1995年）の時に「明日香フレッシュジュニアーズ」で野球を始める。中学時代は加治前竜一と共に橿原コンドルに在籍した。
小窪哲也は小学校時代からの盟友で、出会いは小学生の時に同じ地区で対戦した時であった。当時荻野にとって小窪は将来のプロというべきスター選手であった。チームメイトに共通の友達がいたこともあって中学生になるとよく遊んだが、中学時代は4番でキャプテンであった小窪に対し、荻野は中学時代は2年生から塾通いとなり、殆ど試合に出ない幽霊部員であり、2人は対照的であった。
一般入試で進学した郡山高では、高校2年春（2002年）から遊撃手のレギュラーとなり、3年夏（2003年）の奈良大会では決勝で天理高に敗れ、準優勝に終わった。文武両道で知られる郡山高に在学していた頃は、野球と勉強の両立を目指していた。
関西学院大学法学部に進学。野球部の同期には北海道日本ハムファイターズの宮西尚生がいた。大学1年秋（2004年）から遊撃手のレギュラーとして活躍、4年春（2007年）には17盗塁で23年ぶりとなるリーグ新記録を樹立した（2020年秋季リーグ終了時点でも破られてはいない）。最終的に関西学生リーグ通算80試合に出場し295打数98安打、打率.332、3本塁打、35打点、47盗塁、ベストナイン5度受賞の記録を残した。このように好成績を残したものの、最終的にプロ志望届は出さなかった。
大学4年生の時に大学ジャパンで同じチームとなるが、同じ遊撃手登録であった2人はここでも対照的で、小窪が遊撃手のスタメンであったのに対し、荻野は代打や左翼手起用の守備固めであった。
2008年にはトヨタ自動車へ入社と同時に外野手に転向、オープン戦で1試合3本塁打を記録する。同年の第35回日本選手権で3番打者として出場、打率.409（長打率.682）の好成績でチームの連覇に貢献し社会人ベストナイン外野手部門を受賞した。社会人2年目の夏（2009年）に左膝の半月板を痛めるが、復帰後の都市対抗野球で活躍してプロのスカウトの注目を集めた。なお、トヨタ自動車時代のチームメイトには、荒波翔や中澤雅人、後にロッテでも同僚となる大谷智久がいる。
2009年のドラフト会議では複数球団から上位指名候補としてリストアップされ、千葉ロッテマリーンズより単独1位指名を受けた。11月30日に契約金1億円プラス出来高5000万円、年俸1500万円（金額は推定）で契約、背番号は4。

### ロッテ時代
2010年は、春季キャンプから俊足をアピールし、球団では25年ぶりとなる新人外野手の開幕戦先発出場を果たす。開幕から46試合で25盗塁を記録し、3月26日の対北海道日本ハムファイターズ戦では逆転決勝弾となるプロ入り初本塁打を打つなどの活躍を見せた。だが、5月21日の対東京ヤクルトスワローズ戦で二盗を試みてスライディングした際に右膝を負傷した。精密検査の結果、全治2か月の右膝外側半月板損傷と診断された。同月26日に半月板の部分切除手術を受けたが、シーズン中の復帰は叶わなかった。オフの契約更改の席では西岡剛の移籍で空いた遊撃手へのコンバートについて「やってみたい気持ちがあるので、守れるなら守りたいですね」と前向きなコメントを残した。
2011年は、内野手登録となり、「2番・遊撃手」として開幕戦に先発出場した。だが5月13日の対東北楽天ゴールデンイーグルス戦で右膝の違和感を訴え、17日に登録を抹消され、25日に右膝の手術を受けた。オールスターゲーム後の復帰を目指していたが、回復は思わしくなく8月25日にプロ入り後3度目となる右膝の手術を受けた。また、この年は鉄道車両の行き先看板を模したグッズが発売された。表面には「快足荻野二塁（盗塁）」裏面には「特急荻野本塁（三塁経由）」と書かれている。
2012年は、再び外野手登録となり、本人も「外野一本でやりたい」と宣言した。前年の教訓から開幕よりまず完治を優先し、春季キャンプでも一軍から外れて別メニュー調整を行った。開幕は二軍で迎え、4月21日のイースタン・リーグで約1年ぶりの実戦復帰を果たす。6月13日に一軍選手登録されると、同日の対広島東洋カープ戦の10回裏に代走として出場し二盗を決めた。翌日には復帰後初先発でシーズン初安打。8月1日の対日本ハム戦では2年ぶりの本塁打を記録した。8月17日の対日本ハム戦で2失策を記録し、同月20日に一軍登録抹消。二軍調整後、最短の10日間で一軍復帰。プロ入り後初めて怪我による離脱なくシーズン終了を迎えた(怪我自体はあった)。
2013年は、腰痛で開幕一軍を逃したものの5月上旬に復帰し、102試合に出場、打率.276、盗塁26個（成功率.897）の好成績を残した。
2014年は、5月6日のオリックス・バファローズ戦（京セラドーム大阪）において、西勇輝から史上初となる初回先頭打者初球ランニング本塁打を記録した。6月22日の対中日ドラゴンズ戦で、本塁突入時に左肩関節窩を骨折。そのまま残りのシーズンを棒に振った。
2015年は、負傷等で2回の登録抹消を味わうなどして82試合の出場にとどまったが、初めてポストシーズン、クライマックスシリーズに出場し、初安打に盗塁も記録した。左翼手として35試合、中堅手として34試合に先発出場した。
2016年は、4月27日に左内腹斜筋肉離れを負傷し全治6週間、9月20日に右大腿二頭筋肉離れで二度の故障に悩まされた。最終的に71試合の出場にとどまり、前年よりも出場機会を減らす不本意なシーズンになってしまったが、盗塁は16個（成功率.889）を記録し、入団1年目から続いている連続2桁盗塁（7年連続）の記録はキープした。記録守備位置としては主に右翼手（31試合に先発出場）として起用されたが、中堅手としても10試合に先発起用された。シーズンオフの12月15日、「ケガがゼロになればいい」という理由で背番号を0に変更した。
2017年は、プロ入り後はじめて1年間怪我なくシーズンを終えた。前半戦は打撃不振で2度の二軍降格を味わったが、8月1日に一軍に昇格し、以降先発に定着。8月は月間打率.299と復調すると、9月・10月は月間打率.346、盗塁15、OPS.862を記録し、月間MVP候補に選出されるほどの活躍を見せた。最終的には103試合に出場し、安打（94本）、本塁打（5本）は自己最多、盗塁も自己最多タイの26個（成功率.897）を記録した。
2018年は、開幕戦から「1番・中堅手」に定着。5月31日の東京ヤクルトスワローズ戦（明治神宮球場）から6月7日の中日ドラゴンズ戦（ナゴヤドーム）にかけて7試合連続マルチ安打を記録するなど、好調を維持。監督推薦で初のオールスターゲーム出場選手にも選出された。しかし、7月9日の埼玉西武ライオンズ戦（メットライフドーム）において右手第二指基節を骨折。オールスターゲームも辞退となり、シーズン終了まで復帰することはできなかった。
2019年は、「グリップエンドの感覚が欲しい」という理由で、前年より8-9cm短くした、76-77cmの短尺バットの使用を始めたが、オープン戦で打率.059と打撃に苦しみ、開幕戦の先発を高卒ルーキーの藤原恭大に譲った。しかし、4月中旬から前年と同じ85cmのバットに戻し、バットを短くもつスタイルに変更すると打撃が復調。「1番・中堅手」に定着し、5月25日の福岡ソフトバンクホークス戦（ZOZOマリンスタジアム）で10個目の盗塁を記録。これで史上9人目の新人から10年連続2桁盗塁を達成した。球団では弘田澄男が達成して以来、2人目。6月7日の巨人戦（東京ドーム）から7月4日のオリックス戦（京セラ）にかけて20試合連続安打を記録するなど、前半戦をパ・リーグトップの打率.330で折り返す。前年、怪我のため出場できなかったオールスターゲームにも出場を果たした。8月12日の西武戦では、10年目にしてプロ入り初の規定打席に到達した。8月22日の楽天戦（東京ドーム）では史上77人目となる通算200盗塁を達成した。最終的には、125試合に出場し、打率.315（リーグ3位）、本塁打10本、盗塁28（同4位）、OPS.842（同10位）という成績を残した。二塁打35本、三塁打7本はいずれもリーグ1位を記録した。さらに、先頭打者本塁打を5本記録している。守備面でも補殺8はリーグ3位、失策はわずか1と、走攻守全てにおいてリーグトップクラスの成績を残し、プロ10年目で自身初のゴールデングラブ賞、ベストナインを受賞した。10月31日には、5月31日に獲得した国内FA権を行使せず残留すると発表され、「まだまだ恩返しができていないと思っている。これからしっかり恩返しをしていきたいと思っています。」とコメントを残した。12月25日には3300万増の推定年俸7800万円で契約を更新した。
2020年は、6月19日のソフトバンクとの開幕戦（福岡PayPayドーム）に「3番・左翼手」で出場。翌20日の試合からは、開幕前の練習試合で骨折していた福田秀平に代わり、「1番・中堅手」として出場を続けた。7月14日の日本ハム戦（札幌ドーム）では、21試合目にしてシーズン10・11個目の盗塁を決め、新人から11年連続2桁盗塁を達成した。7月21日の西武戦（メットライフ）で4打数無安打に倒れるまで、1970年のアルトマンに並び球団タイ記録の、開幕から26試合連続出塁を記録し、打率.330、出塁率も4割を超えるなど、好調を維持していたが、翌22日の同対戦の試合中、走塁時に違和感を覚え交代した。都内の病院を受診した結果、「右大腿二頭筋の軽い筋損傷」との診断を受け、翌23日に出場選手登録を抹消された。当初は10日間で復帰する予定だったが、8月17日に二軍で実戦復帰した後も右足に違和感を覚え、一軍に上がることなく再び離脱。最終的に一軍に合流したのは離脱から2か月後の9月25日となった。しかし、復帰から約1週間後の10月4日には、角中勝也、藤岡裕大ら複数の主力選手とともに新型コロナウイルスに感染したことが判明。再び離脱を余儀なくされた。10月20日に再び一軍に復帰すると、16試合で打率.305、1本塁打、4打点の成績を残し、チーム13年ぶりの2位・4年ぶりのCS出場に貢献した。シーズンオフには、国内FA権の行使を熟考していることが報じられたが、12月4日に残留することが発表された。12月21日には、推定年俸8000万円の2年契約を結んだと発表された。
2021年は、3月26日のソフトバンクとの開幕戦（福岡PayPayドーム）に「1番・左翼手」で出場。6月22日ソフトバンク戦（ZOZOマリン）では25年ぶり史上4人目（ロッテ球団では初）となる新人から12年連続2桁盗塁を達成と、レギュラーシーズン最終戦となった10月30日の対北海道日本ハムファイターズ戦（ZOZOマリンスタジアム）で24個目の盗塁を決め、和田康士朗（ロッテ）、西川遥輝（日本ハム）、源田壮亮（西武）と共に自身初の盗塁王を獲得した。4人の選手が同時に盗塁王となったのはNPB史上初である。球団での盗塁王獲得は2006年に獲得した西岡剛以来15年ぶりで、36歳での盗塁王獲得は35歳で獲得した大石大二郎、糸井嘉男らを上回り史上最年長となった。また、安打数は自己最高の169安打を記録し、自身初の打撃タイトルである最多安打のタイトルを獲得した。最終的にプロ12年目にして自身初の全試合出場となる143試合に出場し、リーグ6位の打率.296、本塁打10本（うち先頭打者本塁打6本）、24盗塁を記録。守備では左翼、中堅を守り失策は0であった。これまで毎年のように怪我や不調に悩まされ続けていたが、この年は初めてシーズンを通して二軍落ちを経験することなく、1983年の福本豊（阪急）の最年長記録に並ぶ36歳にしてシーズンの全試合を1番打者として全うし、自身初の主要タイトルを2つも獲得するなど飛躍の年となった。12月2日に発表されたゴールデングラブ賞の外野手部門を、12球団の外野手でトップの得票数となる224票を集めて受賞した。ゴールデングラブ賞の受賞は2019年以来2年ぶり2度目となった。12月15日には2000万円増の推定年俸1億円で更改し、プロ12年目で初の大台を突破した。
2022年は、前年からの疲労蓄積によりキャンプから調子が上がらず、またキャンプ中の新型コロナウイルス感染や脇腹痛により、一軍合流は5月27日の阪神戦（ZOZOマリン）までずれ込んだ。一軍昇格後しばらくは打撃不振に陥るものの徐々に調子を取り戻し、1番レフトに定着。髙部瑛斗とともにチームのリードオフマンとして活躍を見せた（ファンからはこのコンビをおぎたかやおぎべぇなどと呼ばれている）。最終的には規定打席未到達（373打席）ながら打率.310、OPS.811、本塁打は5本の内3本が先頭打者本塁打を記録。さらに盗塁は15（成功率.833）を記録し、入団から13年連続の2桁盗塁となった。また、様々な節目を迎えたシーズンとなり、7月17日のソフトバンク戦（ZOZOマリン）で史上48人目の通算250盗塁、8月10日のソフトバンク戦（ZOZOマリン）で史上313人目の通算1000安打、9月7日の西武戦（ベルーナドーム）で史上516人目の通算1000試合出場を達成した。12月12日には現状維持の推定年俸1億円で契約を更改した。
2023年は、オープン戦から15試合に出場。打率.302、2本塁打、OPS.813を記録し「1番・右翼手」で開幕スタメンを勝ち取るが、シーズンでは脚の怪我による2度の離脱もあり、50試合で打率.240、本塁打1、盗塁は1に留まり、プロ入りから継続していた入団からの連続2桁盗塁は13年で途切れた。しかし、レギュラーシーズンでの得点圏打率は3割（打点19）を超え、ポストシーズンでは、CSファーストステージ・ソフトバンクとの第1戦では先頭打者本塁打を放ち、1999年の日本シリーズ・秋山幸二の37歳6か月の記録を上回り、ポストシーズン最年長の先頭打者本塁打を記録するなど勝負強さを見せた。
2024年はスタメン時は主に1番、3番を務め、スタメンから外れる時は守備固めや代打をこなし80試合に出場した。打撃では、7月7日の西武戦でプロ15年目にして初の代打本塁打を放つなど、7、9月は打率4割以上を記録し、最終的には打率.279と前年を上回る成績を残した。

## 選手としての特徴

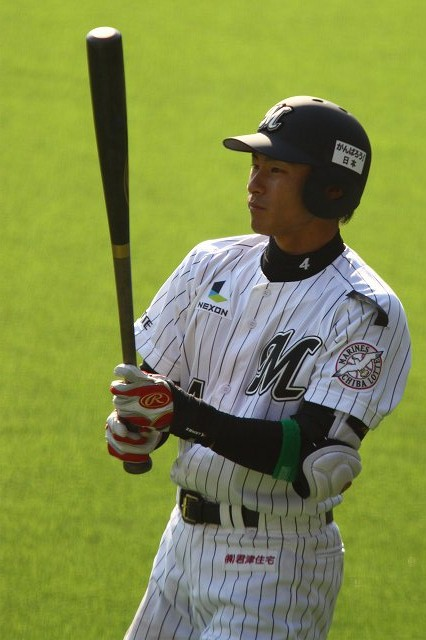
2011年

### 打撃
バットを極端に短く持つがパンチ力もあり、またどのコースにも柔軟に対応する打撃を見せる。

### 走塁
50メートル走のタイムは本人曰く6秒を切るくらいとずば抜けて速いわけではないが、トップスピードに乗るのが極めて速い。「20メートル直線を走らせたら、日本で一番」と評するスカウトもいたほどで、右打者にもかかわらず一塁への到達タイムは3.57秒とNPB有数のスピードを誇る。その走力を活かし、2011年4月14日の楽天戦では無死満塁の状況で一塁から二塁へのタッチアップを決めた。
入団1年目から12年連続で2桁盗塁を記録（球団記録）。通算盗塁成功率は2021年シーズン終了時点で.824を記録している。
プロ入り当初、スライディングの技術に難があり、ベース付近から飛び込むように滑っていたことで膝へ負担がかかり故障につながった。

### 守備
大学まで遊撃手としてプレーしていたが、社会人時代に外野手に転向。そのため、プロ入り前までは外野手の経験が少なかったものの、プロでは2011年（2年目）以外は外野手としてプレーしている。
プロに入ってからは、外野の3ポジション全てでシーズンを通して出場した経験を持っている。そのうち、主に中堅手で出場していた2019年、中堅手と左翼手で出場していた2021年にはゴールデングラブ賞を受賞している。ただし、本人は右翼手が一番守りやすく、打球の判断がしやすいと語っている。
大学時代までは内野での送球に不安を抱えていたが、外野手に転向したことで「思い切り腕を振れるロングスローの場面があるので、自分の長所を生かせるようになったと思います。僕のスローイングは外野からのバックホームのようなロングの送球が一番伸びると思いますので」と語っている。

## 人物
4歳年上の兄・公一は毎日新聞記者。
2014年10月21日（荻野の誕生日）に、チームメイトである塀内久雄の紹介で知り合った会社員の女性と結婚。同年12月に日本国外で挙式を行なった。息子がいる。
ロッテには2014年まで同姓の荻野忠寛が在籍していたため、ニックネームは「タカシ」、スコアボード表記は荻野貴、背ネームはT.OGINOと区別されていた（忠寛は「OGINO」のまま）。しかし、忠寛の退団後の2015年以降もスコアボード表記と背ネームはそのままである。また、2017年に変更した背番号0は元々忠寛が着けていた背番号である。
同郷で同学年の小窪哲也とは小学校時代にライバルチームの選手として知り合い、中学進学後から共通の友人を通して仲良くなった。小窪は当時の荻野を「塾などにいって勉強を頑張っているイメージがあった。足は当時からすごく速かったですよ」と振り返っている。なお、小窪とは大学4年時の日本代表チームで初めてチームメイトになり、その後はプロ入り後の2021年に小窪が荻野の在籍するロッテに移籍し、長い時を経て再びチームメイトになった。
好きな食べ物は「かつ丼」。また、貝類も好物である。
千葉県佐倉市で「OGI FARM」というサツマイモ農園の公式アンバサダーを務めている。これは実家の畑で作っていたサツマイモが好物であり、そのサツマイモを通じてファンや地域の人と交流を深めたいという思いのもと設立されたもので、佐倉市内の農家と提携して運営を行っている。
2021年から2022年の登場曲に、嵐の楽曲を複数用いているが、これは嵐ファンである息子からのリクエストによるもの。2023年度はスーパー戦隊シリーズのテーマ曲を登場曲にしている。

## 詳細情報

### 年度別打撃成績
| 年 度      | 球 団      | 試 合 | 打 席 | 打 数 | 得 点 | 安 打 | 二 塁 打 | 三 塁 打 | 本 塁 打 | 塁 打 | 打 点 | 盗 塁 | 盗 塁 死 | 犠 打 | 犠 飛 | 四 球 | 敬 遠 | 死 球 | 三 振 | 併 殺 打 | 打 率 | 出 塁 率 | 長 打 率 | O P S |
| ---------- | ---------- | ----- | ----- | ----- | ----- | ----- | -------- | -------- | -------- | ----- | ----- | ----- | -------- | ----- | ----- | ----- | ----- | ----- | ----- | -------- | ----- | -------- | -------- | ----- |
| 2010       | ロッテ     | 46    | 217   | 175   | 29    | 57    | 9        | 2        | 1        | 73    | 17    | 25    | 3        | 21    | 3     | 16    | 1     | 2     | 24    | 2        | .326  | .383     | .417     | .800  |
| 2011       | ロッテ     | 23    | 103   | 91    | 14    | 24    | 4        | 0        | 0        | 28    | 10    | 14    | 1        | 3     | 1     | 7     | 0     | 1     | 6     | 1        | .264  | .320     | .308     | .628  |
| 2012       | ロッテ     | 61    | 187   | 165   | 18    | 37    | 5        | 0        | 1        | 45    | 8     | 13    | 3        | 6     | 0     | 11    | 0     | 5     | 17    | 0        | .224  | .293     | .273     | .566  |
| 2013       | ロッテ     | 102   | 397   | 335   | 52    | 92    | 14       | 3        | 4        | 124   | 28    | 26    | 3        | 17    | 3     | 32    | 0     | 9     | 26    | 4        | .275  | .351     | .370     | .721  |
| 2014       | ロッテ     | 40    | 155   | 142   | 26    | 37    | 10       | 2        | 3        | 60    | 12    | 15    | 1        | 5     | 0     | 8     | 0     | 0     | 14    | 1        | .261  | .300     | .423     | .723  |
| 2015       | ロッテ     | 82    | 309   | 279   | 42    | 75    | 9        | 2        | 2        | 94    | 13    | 18    | 5        | 9     | 1     | 16    | 0     | 4     | 38    | 5        | .269  | .317     | .337     | .654  |
| 2016       | ロッテ     | 71    | 219   | 192   | 35    | 48    | 11       | 1        | 3        | 70    | 21    | 16    | 2        | 9     | 0     | 14    | 0     | 4     | 25    | 3        | .250  | .314     | .365     | .679  |
| 2017       | ロッテ     | 103   | 394   | 356   | 53    | 94    | 22       | 1        | 5        | 133   | 24    | 26    | 3        | 10    | 1     | 25    | 0     | 2     | 44    | 6        | .264  | .315     | .374     | .689  |
| 2018       | ロッテ     | 78    | 351   | 317   | 52    | 91    | 15       | 3        | 2        | 118   | 25    | 20    | 6        | 9     | 3     | 13    | 0     | 9     | 25    | 6        | .287  | .330     | .372     | .703  |
| 2019       | ロッテ     | 125   | 569   | 508   | 76    | 160   | 35       | 7        | 10       | 239   | 46    | 28    | 10       | 9     | 4     | 40    | 0     | 8     | 56    | 4        | .315  | .371     | .470     | .842  |
| 2020       | ロッテ     | 53    | 236   | 203   | 30    | 59    | 17       | 0        | 1        | 79    | 10    | 19    | 4        | 6     | 1     | 24    | 0     | 2     | 23    | 2        | .291  | .370     | .389     | .759  |
| 2021       | ロッテ     | 143   | 643   | 570   | 86    | 169   | 33       | 5        | 10       | 242   | 45    | 24    | 11       | 5     | 3     | 53    | 0     | 12    | 70    | 5        | .296  | .367     | .425     | .791  |
| 2022       | ロッテ     | 89    | 373   | 326   | 51    | 101   | 18       | 4        | 5        | 142   | 27    | 15    | 3        | 5     | 5     | 30    | 0     | 7     | 30    | 7        | .310  | .375     | .436     | .811  |
| 2023       | ロッテ     | 50    | 203   | 183   | 19    | 44    | 8        | 1        | 1        | 57    | 19    | 1     | 0        | 1     | 2     | 11    | 1     | 6     | 16    | 4        | .240  | .302     | .311     | .613  |
| 2024       | ロッテ     | 80    | 213   | 197   | 25    | 55    | 6        | 1        | 1        | 66    | 15    | 0     | 0        | 4     | 0     | 10    | 1     | 2     | 15    | 6        | .279  | .321     | .335     | .656  |
| 通算：15年 | 通算：15年 | 1146  | 4569  | 4039  | 608   | 1143  | 216      | 32       | 49       | 1570  | 320   | 260   | 55       | 119   | 27    | 310   | 3     | 73    | 429   | 56       | .283  | .343     | .389     | .732  |

- 2024年度シーズン終了時
- 各年度の太字はリーグ最多

### 年度別守備成績
| 年 度 | 球 団  | 外野  | 外野  | 外野  | 外野  | 外野  | 外野     | 遊撃  | 遊撃  | 遊撃  | 遊撃  | 遊撃  | 遊撃     |
| 年 度 | 球 団  | 試 合 | 刺 殺 | 補 殺 | 失 策 | 併 殺 | 守 備 率 | 試 合 | 刺 殺 | 補 殺 | 失 策 | 併 殺 | 守 備 率 |
| ----- | ------ | ----- | ----- | ----- | ----- | ----- | -------- | ----- | ----- | ----- | ----- | ----- | -------- |
| 2010  | ロッテ | 46    | 99    | 2     | 3     | 0     | .971     | -     | -     | -     | -     | -     | -        |
| 2011  | ロッテ | -     | -     | -     | -     | -     | -        | 23    | 35    | 71    | 6     | 14    | .946     |
| 2012  | ロッテ | 54    | 123   | 3     | 3     | 1     | .977     | -     | -     | -     | -     | -     | -        |
| 2013  | ロッテ | 101   | 182   | 6     | 2     | 1     | .989     | -     | -     | -     | -     | -     | -        |
| 2014  | ロッテ | 39    | 66    | 4     | 1     | 0     | .986     | -     | -     | -     | -     | -     | -        |
| 2015  | ロッテ | 82    | 152   | 7     | 1     | 2     | .994     | -     | -     | -     | -     | -     | -        |
| 2016  | ロッテ | 65    | 112   | 4     | 1     | 0     | .991     | -     | -     | -     | -     | -     | -        |
| 2017  | ロッテ | 101   | 183   | 6     | 1     | 3     | .995     | -     | -     | -     | -     | -     | -        |
| 2018  | ロッテ | 78    | 180   | 7     | 2     | 4     | .989     | -     | -     | -     | -     | -     | -        |
| 2019  | ロッテ | 125   | 258   | 8     | 1     | 2     | .996     | -     | -     | -     | -     | -     | -        |
| 2020  | ロッテ | 51    | 96    | 2     | 1     | 0     | .990     | -     | -     | -     | -     | -     | -        |
| 2021  | ロッテ | 143   | 310   | 6     | 0     | 1     | 1.000    | -     | -     | -     | -     | -     | -        |
| 2022  | ロッテ | 81    | 158   | 4     | 1     | 2     | .994     | -     | -     | -     | -     | -     | -        |
| 2023  | ロッテ | 49    | 79    | 2     | 1     | 0     | .988     | -     | -     | -     | -     | -     | -        |
| 2024  | ロッテ | 74    | 95    | 4     | 1     | 0     | .990     | -     | -     | -     | -     | -     | -        |
| 通算  | 通算   | 1089  | 2093  | 65    | 19    | 16    | .991     | 23    | 35    | 71    | 6     | 14    | .946     |

- 2024年度シーズン終了時
- 各年度の太字はリーグ最高
- 太字年はゴールデングラブ賞受賞年

### タイトル
- 盗塁王：1回（2021年[注 6]）
- 最多安打：1回（2021年[注 7]）

### 表彰
- ベストナイン：1回（外野手部門：2019年）
- ゴールデングラブ賞：2回（外野手部門：2019年、2021年）
- スピードアップ賞：1回（打者部門：2021年）

### 記録
初記録
- 初出場・初先発出場：2010年3月20日、対埼玉西武ライオンズ1回戦（西武ドーム）、「2番・中堅手」で先発出場
- 初打席：同上、1回表に涌井秀章から二塁ゴロ
- 初安打：同上、5回表に涌井秀章から投手前内野安打
- 初盗塁：2010年3月22日、対埼玉西武ライオンズ3回戦（西武ドーム）、1回表に二盗（投手：岸孝之、捕手：細川亨）
- 初打点：同上、2回表に岸孝之から中前適時打
- 初本塁打：2010年3月26日、対北海道日本ハムファイターズ1回戦（千葉マリンスタジアム）、1回裏に八木智哉から左越2ラン

節目の記録
- 200盗塁：2019年8月22日、対東北楽天ゴールデンイーグルス21回戦（東京ドーム）、7回裏に二盗（投手：アラン・ブセニッツ、捕手：太田光） ※史上77人目
- 250盗塁：2022年7月17日、対福岡ソフトバンクホークス13回戦（ZOZOマリンスタジアム）、5回裏に二盗（投手：石川柊太、捕手：甲斐拓也） ※史上48人目
- 1000安打：2022年8月10日、対福岡ソフトバンクホークス16回戦（ZOZOマリンスタジアム）、3回裏に東浜巨から左翼線二塁打 ※史上313人目[86]
- 1000試合出場：2022年9月7日、対埼玉西武ライオンズ24回戦（ベルーナドーム）、「1番・左翼手」で先発出場 ※史上516人目[87]

その他の記録
- 初回先頭打者ランニング本塁打：2014年5月6日、対オリックス・バファローズ7回戦（京セラドーム大阪）、1回表に西勇輝から左越ソロランニング本塁打 ※史上8人目[88]
- 初回先頭打者初球ランニング本塁打：同上 ※史上初[88]
- 2試合連続初回先頭打者本塁打 ※史上36人目、42度目、35歳11か月での達成は史上最年長[89]
  - 2021年10月6日、対埼玉西武ライオンズ24回戦（ZOZOマリンスタジアム）、1回裏に本田圭佑から左越ソロ
  - 2021年10月7日、対東北楽天ゴールデンイーグルス24回戦（ZOZOマリンスタジアム）、1回裏に則本昂大から左越ソロ
- 同一投手先発時にシーズン4度の初回先頭打者本塁打：2021年、佐々木朗希先発時に記録 ※史上3度目[89]
- プロ入りから13年連続2桁盗塁 ※史上4人目、球団史上初[51][90]
- オールスターゲーム出場：2回（2019年、2021年）※2018年も選出されたが出場辞退

### 背番号
- 4（2010年 - 2016年）
- 0（2017年 - ）

### 登場曲
- 「U Don't Know（Remix）」Jay-Z（2010年）
- 「My ANSWER」SEAMO（2011年 - 2012年）
- 「GIRL」秦基博（2013年、2016年）
- 「NEVER GIVE UP!!」FALCO&SHINO（2014年）※1&3打席目以降
- 「泣いていいよ」CHIHIRO（2014年 - 2015年）※2打席目以降
- 「風に想う」冨山佑希（2015年）
- 「赤い実ハジケタ恋空の下」LGMonkees（2015年10月 - ）
- 「clock strike」ONE OK ROCK（2017年 - 2020年）
- 「Cage」SawanoHiroyuki[nZk]（2020年）※2打席目以降

2021年以降は、嵐のファンである荻野の息子が選曲している。
2021年
- 「BRAVE」嵐 ※1打席目
- 「Shake it!」松本潤 ※2打席目
- 「Step and Go」嵐 ※3打席目
- 「Friendship」相葉雅紀 ※4打席目
- 「曇りのち、快晴」矢野健太（大野智）※5打席目
- 「IN THE SUMMER」嵐（夏限定）※1打席目
- 「夏疾風」嵐（夏限定）※2打席目
- 「summer splash」嵐（夏限定）※3打席目
- 「アオゾラペダル」嵐（夏限定）※4打席目
- 「夏の終わりに想うこと」嵐（夏限定）※5打席目

2022年
- 「Daylight」嵐 ※1打席目、6打席目
- 「Hello Goodbye」相葉雅紀 ※2打席目
- 「ユメニカケル」嵐 ※3打席目
- 「UB」相葉雅紀・二宮和也 ※4打席目
- 「Find The Answer」嵐 ※5打席目

2023年
- 「進め!ゴレンジャー」ささきいさお&堀江美都子 ※第1打席
- 「シークレットカクレンジャー」トゥー・チー・チェン ※第2打席
- 「全力キング」古川貴之 ※第3打席
- 「キラフルミラクルキラメイジャー」出口たかし ※第4打席
- 「炎神戦隊ゴーオンジャー」高橋秀幸 ※第5打席

2024年
- 「RELAY(パワフルプロ野球2024-2025主題歌)」藤原美慶 ※第1打席
- 「白が舞う」嵐 ※第2打席
- 「光」HIKAKIN & SEIKIN ※第3打席
- 「コール」HIKAKIN & SEIKIN ※第4打席
- 「シャイニングスター」魔王魂、森田交一 ※第5打席